# Баттистини (станция метро)
Баттистини — конечная станция линии А римского метрополитена. Расположена на севере Рима. Открыта 1 января 2000 года. Вход на станцию расположен на пересечении улиц Маттиа Баттистини и Эннио Бонифация. Рядом со станцией расположена парковка на 177 мест.

## Наземный транспорт
Автобусы: 46, 46b, 91, 146, 546, 904, 905, 906, 907, 916, 980, 981, 983, 985.